# Hirtella deflexa
Hirtella deflexa är en tvåhjärtbladig växtart som beskrevs av Bassett Maguire. Hirtella deflexa ingår i släktet Hirtella och familjen Chrysobalanaceae. Inga underarter finns listade i Catalogue of Life.